# Trichocerca barsica
Trichocerca barsica är en hjuldjursart som först beskrevs av Zoltan Varga och Dudich 1939.  Trichocerca barsica ingår i släktet Trichocerca och familjen Trichocercidae. Inga underarter finns listade i Catalogue of Life.